# スノーピアサー
『スノーピアサー』（英：Snowpiercer）は、2013年のアメリカ合衆国・フランス・韓国によるSFアクション・スリラー映画。原作はジャック・ロブ、バンジャマン・ルグラン、ジャン＝マルク・ロシェットによるグラフィックノベル『Le Transperceneige』。
監督はポン・ジュノが務め、脚本はポンとケリー・マスターソンが共同で執筆した。出演はクリス・エヴァンス、ソン・ガンホ、コ・アソン、ジェイミー・ベル、ユエン・ブレムナー、ジョン・ハート、ティルダ・スウィントン、オクタヴィア・スペンサー、エド・ハリスらである。ポンにとっては初めての英語作品であり、約80%が英語で撮られた。
2012年11月9日に、ワインスタイン・カンパニーが北アメリカ、イギリス、オーストラリア、ニュージーランド、南アフリカ共和国での配給権を獲得した。

## ストーリー
2031年。世界は地球温暖化を食い止めるべく散布された化学薬品CW-7によってすべての陸地が雪と氷に覆われ、極寒に耐えられない生物は死に絶えてしまった。生き残ったわずかな人類は永久機関によって動き続ける列車「スノーピアサー」の内部にて暮らしていたが、そこでは前方車両に住む富裕層がすべてを支配し、最後尾に住む貧困層は赤子すら共食いの対象にせざるを得ないという悲惨な扱いを受けていた。そんな中、貧困階級のカーティスは自分たちを苦しめる理不尽な支配に立ち向かうべく、仲間と共に反乱を企てる。
カーティスたちは監視の兵士を倒して最後尾の扉を開くと、拘束されていたエンジニアのミンスを解放し、前方の扉の電子錠を開くが、世界中の路線を1年かけて巡る列車は食料も車内のみで生産し、少数の富裕層が優雅に暮らす別世界だった。カーティスたちは驚きと共に怒りを募らせ、先頭車両を目指す。
先頭車両では、列車の開発者であるウィルフォードが指示を出していた。仲間たちが兵士たちの攻撃によって次々と倒れていく中、ミンスはさまざまな事象から外の世界の氷や雪が少しずつ溶け始めていることに気づき、「列車を離れ、外の世界で暮らせる」と主張する。さらなる犠牲に耐え、カーティスはついにウィルフォードと対峙するが、実は自分たちの反乱とそれによる犠牲は、ウィルフォードの思惑通りの人口調整に過ぎなかった。列車の支配者の継承を挙げて同胞へ誘うウィルフォードの甘言に加え、貧困層から連れ去られていた男児のティミーが永久機関の部品の代わりとして働かされている姿を目の当たりにしたカーティスの怒りは、頂点に達する。
ミンスの指示で娘のヨナが仕掛けた爆弾によって外部ドアは爆破され、列車はその衝撃によって発生した巨大な雪崩に脱線させられ、大半の車両は富裕層ごと崖の下へ落下していく。カーティスとミンスによってティミーと共に爆発からかばわれ、かろうじて生き残ったヨナは悲しみに暮れるが、落下をまぬがれていた車両から臨む雪山の頂にはシロクマが歩くなど、生態系が確かに蘇りつつあった。ヨナとティミーは車両を離れ、外の世界へ踏み出して行くのだった。

## キャスト
※括弧内は日本語吹替
- カーティス - クリス・エヴァンス[11]（土田大）
- ナムグン・ミンス - ソン・ガンホ（山路和弘）
- ヨナ - コ・アソン（丸山有香）
- エドガー - ジェイミー・ベル[12]（岩城泰司）
- ギリアム - ジョン・ハート[13]（大塚周夫）
- メイソン - ティルダ・スウィントン[12]（一城みゆ希）
- ターニャ - オクタヴィア・スペンサー[14]（最所美咲）
- ウィルフォード - エド・ハリス[15]（菅生隆之）
- アンドリュー - ユエン・ブレムナー（金子修）
- グレイ - ルーク・パスカリーノ
- 小学校教師 - アリソン・ピル
- フユ - スティーヴ・パーク（英語版）
- 年上の方のフランコ - ヴラド・イヴァノフ（英語版）
- 若い方のフランコ - アドナン・ハスコヴィッチ
- 画家 - クラーク・ミドルトン（英語版）
- エッグ・ヘッド - トーマス・レマルキス

## 製作

### 企画
2004年後半、『グエムル-漢江の怪物-』のプリプロダクション当時にポン・ジュノはソウルのコミックショップに立ち寄り、グラフィックノベル・シリーズである原作『Le Transperceneige』を見つけ、その全シリーズを読破した。人類が生き残るために列車に乗り込み、各車両が社会階層で分けられているというアイデアに魅了されたポンは、映画監督のパク・チャヌクにも原作を紹介し、彼も同様に気に入った。2005年、パクの製作会社であるモホフィルムはポンのためにシリーズの映画化権を獲得した。

### 撮影
主要撮影は2012年4月16日に始まり、チェコのプラハのバランドフ撮影所がロケ地となった。同年7月14日に撮影は完了し、韓国でポストプロダクションが始まった。
なお、カーティス役のクリス・エヴァンスは役作りのために顎鬚を生やしていたことから、本作の直前に参加していた『アベンジャーズ』では顎鬚のない作り物の顎を付けていたそうである。

## 公開
2014年6月11日から開催される第20回ロサンゼルス映画祭のオープニング作品に選ばれた。

### 興行収入
日本での公開初週、全国映画動員ランキング（興行通信社調べ）では初登場13位となった。
韓国では5360万ドルを売り上げた。

## 受賞
- 第18回トロント映画批評家協会賞・助演女優賞（次点） - ティルダ・スウィントン

## テレビドラマ
2016年にターナー・ネットワーク・テレビジョン（TNT）にてパイロット版の制作が発表された後、10話構成でテレビシリーズとして放送開始予定。パイロット版の脚本（ショーランナー）はジョシュ・フリードマンが、監督はスコット・デリクソンがそれぞれ担当したが、その後にフリードマンは意見の相違から降板し、テレビシリーズではグレーム・マンソンが担当する。また、デリクソンもマンソンの方針に異を唱えて降板しているが、2018年7月26日にNetflixによる制作が報じられた際には、デリクソンはマシュー・オコナーと共に総括プロデューサーを務めると報じられている。
キャストにはジェニファー・コネリー、ダヴィード・ディグス、アリソン・ライト、ミッキー・サムナー、レナ・ホールが名を連ねている。
2019年5月28日には、2020年春に予定しているシーズン1の放送開始前にシーズン2が決定したことや、TNTからTBSに放送局が移ることが発表された。同年10月12日には、グラフィックノベルである原作に敬意を表したティザー映像が公開され、アニメと実写を組み合わせた映像で前日譚が描かれている。
2019年11月5日には、ショーン・ビーンが出演することが発表された。
2020年1月16日には、スノーピアサーが1001両で構成されていること、そして主要キャストに焦点を当てた新しいポスターが発表された。2020年5月17日から放送予定である。
2022年6月20日、現在制作中のシーズン4で終了する事が発表された。
ところが、2023年1月16日に既に撮影済みだったにもかかわらず、TNTでのシーズン4の放送が中止になった事が発表された。ポン・ジュノらは新たな放送・配信先を探していたが、結局、2024年7月21日から同年9月22日までAMCで放送されて物語は幕を閉じた。